# الرجمه
الرجمه (به عربی: الرجمة) یک منطقهٔ مسکونی در لیبی است که در استان مرج واقع شده‌است. الرجمه ۳٬۲۲۰ نفر جمعیت دارد.